# 미샤 (화장품)
미샤(MISSHA)는 에이블씨엔씨의 화장품 브랜드이다. 에이블커뮤니케이션(현 에이블씨엔씨)에서 2000년 '뷰티넷'이라는 홈페이지를 세워 미샤 브랜드를 론칭하였다. 이후 첫 직영점은 2002년에 이대앞에 문을 열었다. 화장품과 주변소품, 샴푸 등의 관련제품을 취급한다.

## 연혁
- 2000년 1월: 미샤 온라인 브랜드 론칭
- 2001년 5월: 뷰티넷 제품판매 실시
- 2002년 4월: 이대앞 직영 매장 1호점 개점
- 2005년 8월: 미샤 재팬 온라인몰 오픈

## 로고 분쟁
원래 미샤의 심볼은 빨간 꽃을 거꾸로 세워놓은 모양이였다. 그러나 메리퀸트가 자사의 로고를 표절했다며 고소를 걸었고, 실제로 두 심볼을 비교해보자면 색깔을 바꾸고, 모양을 회전시킨 것 빼고는 꽃모양 자체는 똑같은 로고였다. 하지만 미샤는 이에 불복해 법원까지 간 끝에 패소. 그런 이유에서 미샤의 로고는 지금은 새 비슷한 모양의 로고로 교체되었다.

## 마케팅
매달 10일을 미샤데이라고 하는 20% 할인 마케팅을 펼쳤고, 이는 할인을 하지 않던 브랜드 스킨푸드와 더페이스샵에 영향을 주고, 결국 2012년 3월 최초로 30% 세일을 하게 된다.

## 같이 보기
- 에이블씨엔씨